# Sechszinkenspitze
Die Sechszinkenspitze ist ein 2213 m hoher Berg in den Allgäuer Alpen. Der mehrfach gezackte Berg liegt westlich der Mindelheimer Hütte zwischen dem Angererkopf im Südwesten und Kemptner Köpfle im Nordosten. Der südwestliche Zacken des Berges heißt Mindelheimer Köpfle.
Auf die Sechszinkenspitze führt kein markierter Weg. Alle Anstiege erfordern Klettererfahrung. Aufgrund der Hüttennähe ist die Sechszinkenspitze der Klettergarten der Mindelheimer Hütte.